# Грубая, Михаэла
Михаэла Грубая (чеш. Michaela Hrubá, 21 февраля 1998 года, Боритов, Чехия) — чешская прыгунья в высоту, участница летних Олимпийских игр 2016 года. Четырёхкратная чемпионка Чехии (2016—2018, 2022). Семикратная чемпионка Чехии в помещении (2014—2017, 2019, 2021, 2022).

## Биография и карьера
Дебютировала на международной арене в 2013 году на Европейском юношеском Олимпийском фестивале в Утрехте, где стала серебряным призёром. В 2015 году выиграла чемпионат мира среди юношей в Кали, а в 2016 году — чемпионат мира среди юниоров в Быдгоще. На своей дебютной Олимпиаде в Рио-де-Жанейро не прошла в финал, заняв в квалификации 18 место. В финале Бриллиантовой лиги IAAF 2017 Михаэла заняла третье место с результатом 1,88 м.
Также иногда участвует в тройном прыжке и семиборье.

## Основные результаты
| Год  | Соревнования                                | Место проведения          | Место  | Результат |
| ---- | ------------------------------------------- | ------------------------- | ------ | --------- |
| 2013 | Европейский юношеский Олимпийский фестиваль | Утрехт, Нидерланды        | 2      | 1,79 м    |
| 2014 | Чемпионат мира среди юниоров                | Юджин, США                | 2      | 1,91 м    |
| 2014 | Летние юношеские Олимпийские игры           | Нанкин, Китай             | 3      | 1,85 м    |
| 2015 | Чемпионат Европы в помещении                | Прага, Чехия              | 8      | 1,85 м    |
| 2015 | Чемпионат мира среди юношей                 | Кали, Колумбия            | 1      | 1,90 м    |
| 2016 | Чемпионат Европы                            | Амстердам, Нидерланды     | 12     | 1,84 м    |
| 2016 | Чемпионат мира среди юниоров                | Быдгощ, Польша            | 1      | 1,91 м    |
| 2016 | Летние Олимпийские игры                     | Рио-де-Жанейро, Бразилия  | 18 (q) | 1,92 м    |
| 2017 | Чемпионат Европы в помещении                | Белград, Сербия           | 6      | 1,92 м    |
| 2017 | Командный чемпионат Европы                  | Лилль, Франция            | 3      | 1,94 м    |
| 2017 | Чемпионат Европы среди юниоров              | Гроссето, Италия          | 1      | 1,93 м    |
| 2017 | Чемпионат мира                              | Лондон, Великобритания    | 11     | 1,92 м    |
| 2018 | Чемпионат мира в помещении                  | Бирмингем, Великобритания | 10     | 1,84 м    |
| 2018 | Чемпионат Европы                            | Берлин, Германия          | 6      | 1,91 м    |
| 2019 | Чемпионат Европы в помещении                | Глазго, Великобритания    | 6      | 1,94 м    |